# 王觐 (明朝宦官)
王觐（？年—？年），字宗尧，直隶保定府人，明朝正德时期的御马监太监。

## 生平
正德年间，任御马监太监。
正德十六年，任大同镇守太监。